# マリオ・ガヴラノヴィッチ
マリオ・ガヴラノヴィッチ（Mario Gavranović, 1989年11月24日 - ）は、スイス・ルガーノ出身の元サッカー選手。元スイス代表。現役時代のポジションはFW、MF（主にセカンドトップ）。

## 経歴

### クラブ
ボスニア系クロアチア人の両親を持ち、彼が生まれる前に一家はボスニア・ヘルツェゴビナからスイスへ移住している。
ASヴェツィアでのユース経験を経て、2006年にACルガーノでキャリアをスタートさせると、2年目には21試合で8得点を上げた。2010年2月にシャルケ04と契約してからは、2010-11シーズンのUEFAチャンピオンズリーグ・バレンシアCF戦2ndレグで勝ち越し点を上げるなどの活躍を見せている。
2012-13シーズンよりFCチューリッヒに所属している。
2016年1月18日、プルヴァHNLのHNKリエカに2年契約で移籍した。
2018年1月5日、NKディナモ・ザグレブに移籍。

### 代表
2011年3月にはEURO2012予選・ブルガリア戦でスイスA代表初キャップを記録。2012年8月15日のクロアチアとの親善試合で代表初得点を含む2得点を挙げた。
2021年、UEFA EURO 2020、決勝トーナメント1回戦のフランス戦では3-3の同点とするゴールを決め、延長PK戦の末に勝利した。

## 代表歴

### 出場大会
- スイス代表
  - 2014 FIFAワールドカップ
  - 2018 FIFAワールドカップ

### 試合数
- 国際Aマッチ 41試合 16得点（2011年-2022年）[3]

| スイス代表 | 国際Aマッチ | 国際Aマッチ |
| 年         | 出場        | 得点        |
| ---------- | ----------- | ----------- |
| 2011       | 2           | 0           |
| 2012       | 3           | 4           |
| 2013       | 4           | 0           |
| 2014       | 2           | 0           |
| 2015       | 0           | 0           |
| 2016       | 0           | 0           |
| 2017       | 0           | 0           |
| 2018       | 9           | 2           |
| 2019       | 2           | 1           |
| 2020       | 4           | 3           |
| 2021       | 11          | 6           |
| 2022       | 4           | 0           |
| 通算       | 41          | 16          |

### 得点
| No. | 開催日         | 会場                                 | 対戦国             | 得点 | 結果 | 試合概要                      |
| --- | -------------- | ------------------------------------ | ------------------ | ---- | ---- | ----------------------------- |
| 1.  | 2012年8月15日  | スタディオン・ポリュド               | クロアチア         | 3–1  | 4–2  | 親善試合                      |
| 2.  | 2012年8月15日  | スタディオン・ポリュド               | クロアチア         | 4–2  | 4–2  | 親善試合                      |
| 3.  | 2012年10月12日 | スタッド・ドゥ・スイス・バンクドルフ | ノルウェー         | 1–0  | 1–1  | 2014 FIFAワールドカップ予選   |
| 4.  | 2012年10月16日 | ラウガルタルスヴェルル               | アイスランド       | 2–0  | 2–0  | 2014 FIFAワールドカップ予選   |
| 5.  | 2018年3月27日  | スイスポルアレーナ                   | パナマ             | 5–0  | 6–0  | 親善試合                      |
| 6.  | 2018年10月12日 | ボードゥアン国王競技場               | ベルギー           | 1–1  | 1–2  | UEFAネーションズリーグ2018-19 |
| 7.  | 2019年9月8日   | スタッド・ドゥ・トゥールビヨン       | ジブラルタル       | 4–0  | 4–0  | UEFA EURO 2020予選            |
| 8.  | 2020年10月7日  | AFGアレナ                            | クロアチア         | 1–0  | 1–2  | 親善試合                      |
| 9.  | 2020年10月13日 | ラインエネルギーシュタディオン       | ドイツ             | 1–0  | 3–3  | UEFAネーションズリーグ2020-21 |
| 10. | 2020年10月13日 | ラインエネルギーシュタディオン       | ドイツ             | 3–2  | 3–3  | UEFAネーションズリーグ2020-21 |
| 11. | 2021年3月31日  | AFGアレナ                            | フィンランド       | 1–0  | 3–2  | 親善試合                      |
| 12. | 2021年6月3日   | AFGアレナ                            | リヒテンシュタイン | 1–0  | 7–0  | 親善試合                      |
| 13. | 2021年6月3日   | AFGアレナ                            | リヒテンシュタイン | 5–0  | 7–0  | 親善試合                      |
| 14. | 2021年6月3日   | AFGアレナ                            | リヒテンシュタイン | 6–0  | 7–0  | 親善試合                      |
| 15. | 2021年6月28日  | スタディオヌル・ナツィオナル         | フランス           | 3–3  | 3–3  | UEFA EURO 2020                |
| 16. | 2021年10月12日 | LFFスタディオナス                    | リトアニア         | 4–0  | 4–0  | 2022 FIFAワールドカップ予選   |

## タイトル
クラブ
シャルケ
- DFBポカール : 2010-11

FCチューリッヒ
- スイス・カップ : 2013-14, 2015-16

リエカ
- プルヴァHNL : 2016-17
- フルヴァツキ・ノゴメトニ・クプ : 2016-17

ディナモ・ザグレブ
- プルヴァHNL : 2017-18, 2018-19, 2019-20, 2020-21
- フルヴァツキ・ノゴメトニ・クプ : 2017-18, 2020-21
- フルヴァツキ・ノゴメトニ・スーペルクプ : 2019